# Вендельштайн (Баварія)
Вендельштайн (нім. Wendelstein) — сільська громада в Німеччині, розташована в землі Баварія. Підпорядковується адміністративному округу Середня Франконія. Входить до складу району Рот.
Площа — 51,08 км2. Населення становить 15 808 ос. (станом на 31 грудня 2020).